# Astraspidy
Astraspidy (†Astraspida) – słabo poznana grupa wymarłych bezżuchwowców wodnych zaliczanych do pteraspidomorfów (†Pteraspidomorphi), klasyfikowana w randze podgromady. Odkryte szczątki obejmują głównie luźne tarczki i łuski pokrywające ciało tych zwierząt. Takson opisany naukowo przez rosyjskiego ichtiologa Lwa Berga w 1940.

## Cechy charakterystyczne
Grupa ta obejmuje opancerzone kręgowce morskie, charakteryzujące się brakiem płetw poza płetwą ogonową. Miały małe oczy umieszczone na bocznych stronach ciała, co najmniej osiem relatywnie dużych, nieosłoniętych otworów skrzelowych, ułożonych w poziomych rzędach; na guzkach zdobiących płytki zewnętrznego pancerza znajdowała się gruba czapeczka witrodentyny. Guzki te są zwykle ułożone w charakterystyczny wzór z pojedynczym większym guzkiem pośrodku płytki, otoczonym kilkoma drobnymi guzkami. Brak danych o budowie regionu przyustnego i anatomii.

## Zasięg występowania
Znane są z Ameryki Północnej i Syberii, od późnego ordowiku do wczesnego syluru.

## Klasyfikacja
Do astraspidów zaliczany jest jeden rząd:
- †Astraspidiformes

Czasami do tej grupy włączany jest słabo poznany †Eriptychius, ale jego pozycja taksonomiczna nie jest pewna.

## Etymologia
Nazwa taksonu wywodzi się z greckich słów aster (gwiazda) i aspis (tarcza) – i nawiązuje do gwiaździstego kształtu układu guzków pancerza.